# M548

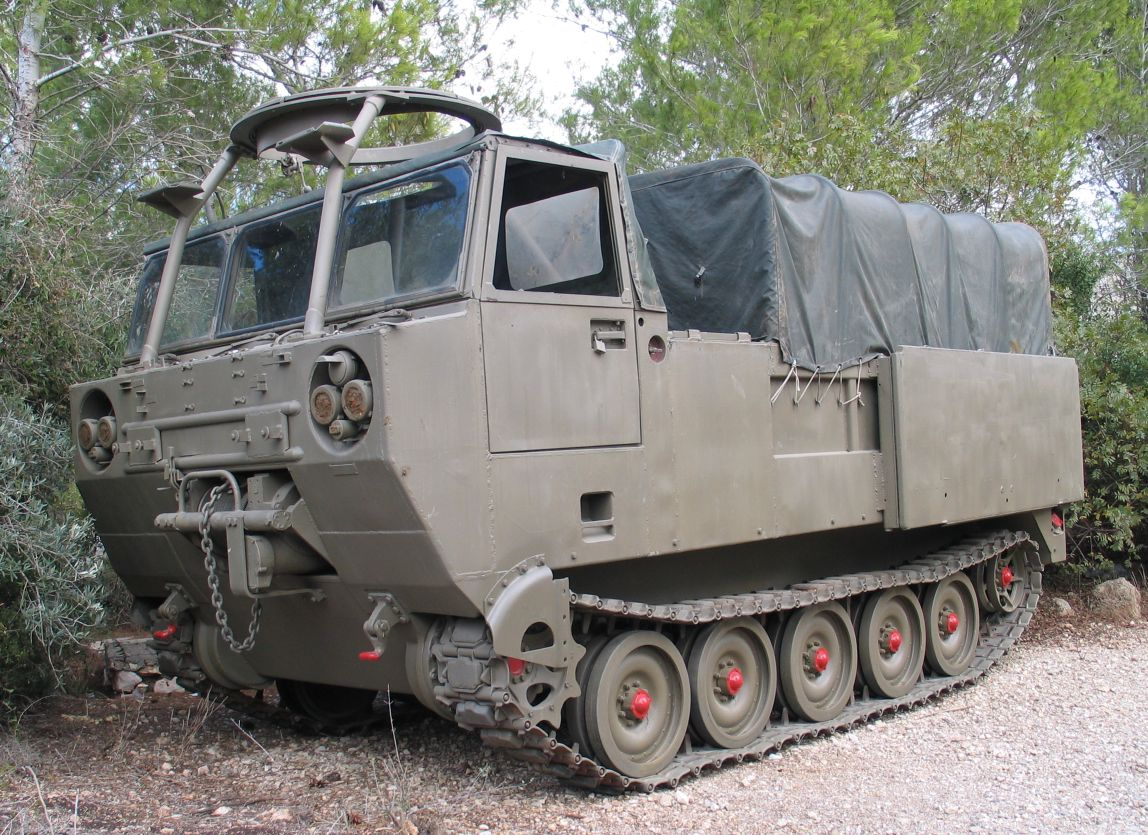

El M548 es un tractor de artillería y un equipo que también se puede utilizar como vehículo de transporte de tropas diseñado a principios de los años 1960 y todavía en servicio en los años 2010.

## Galeria

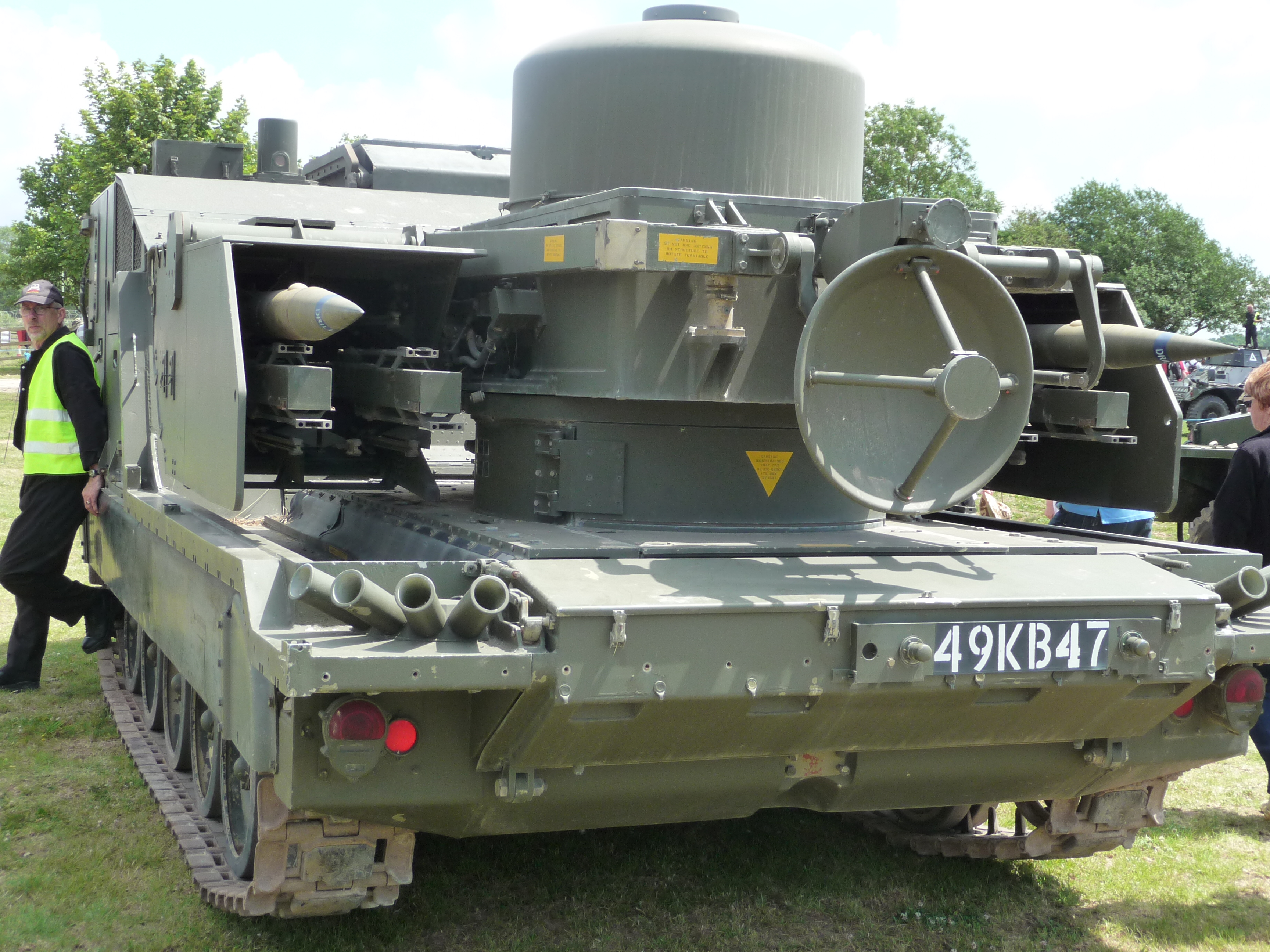
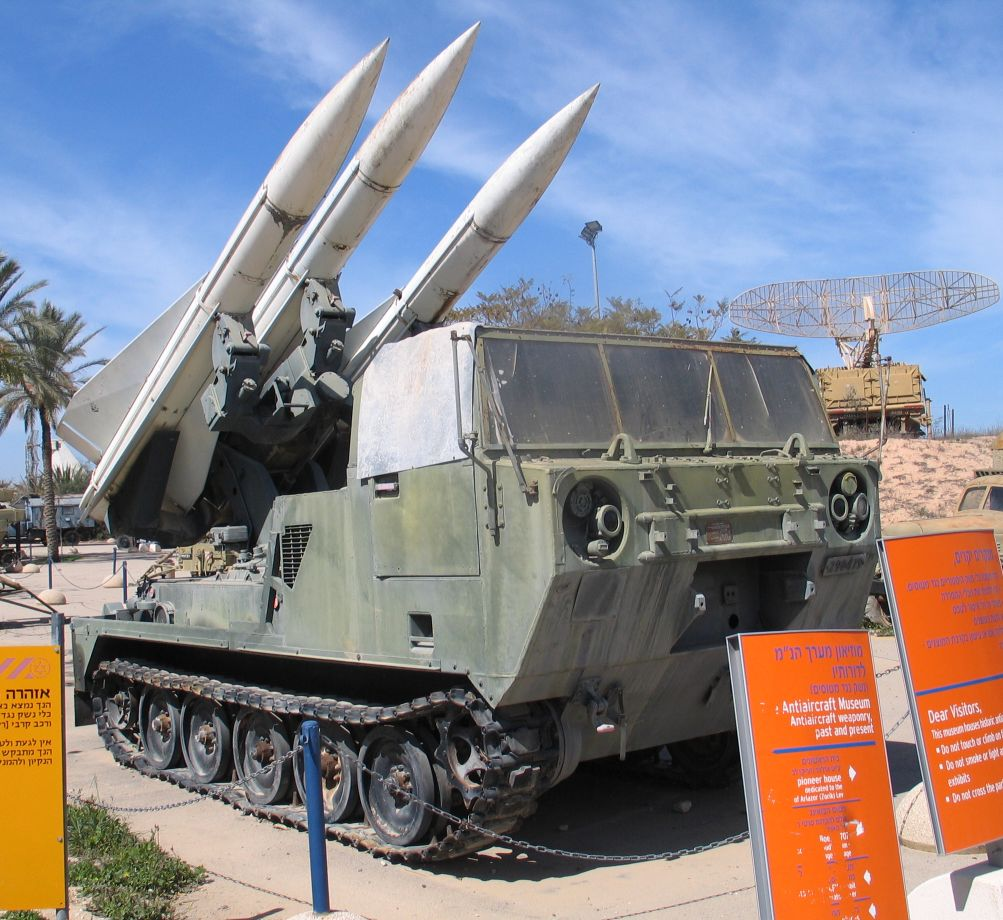
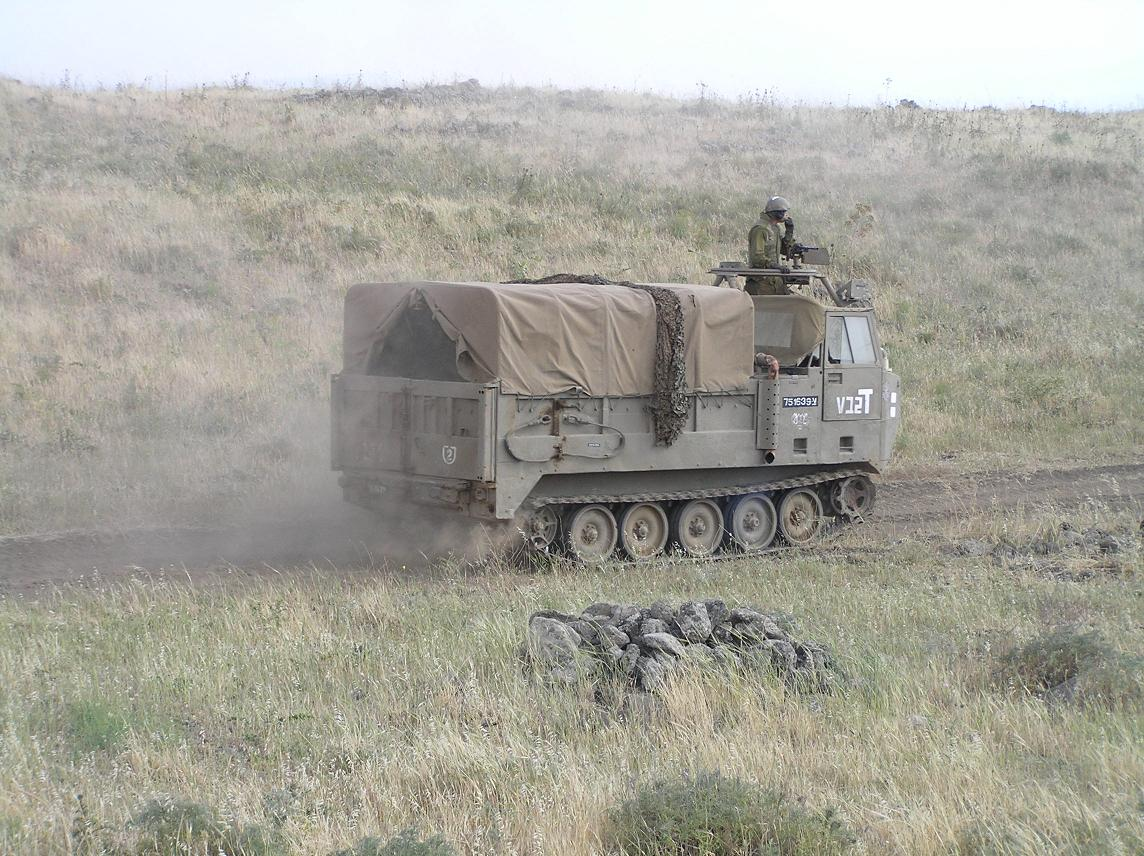
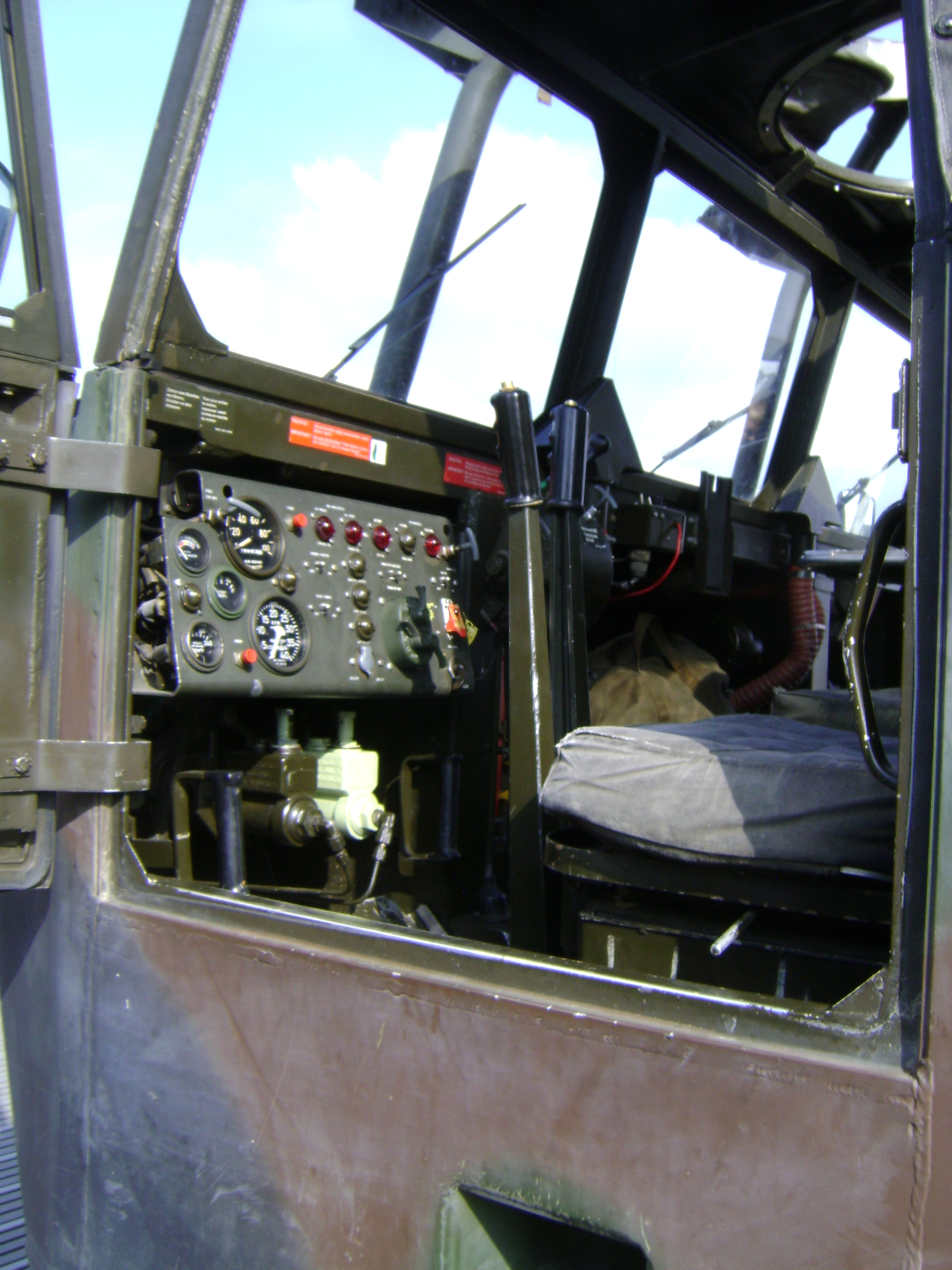
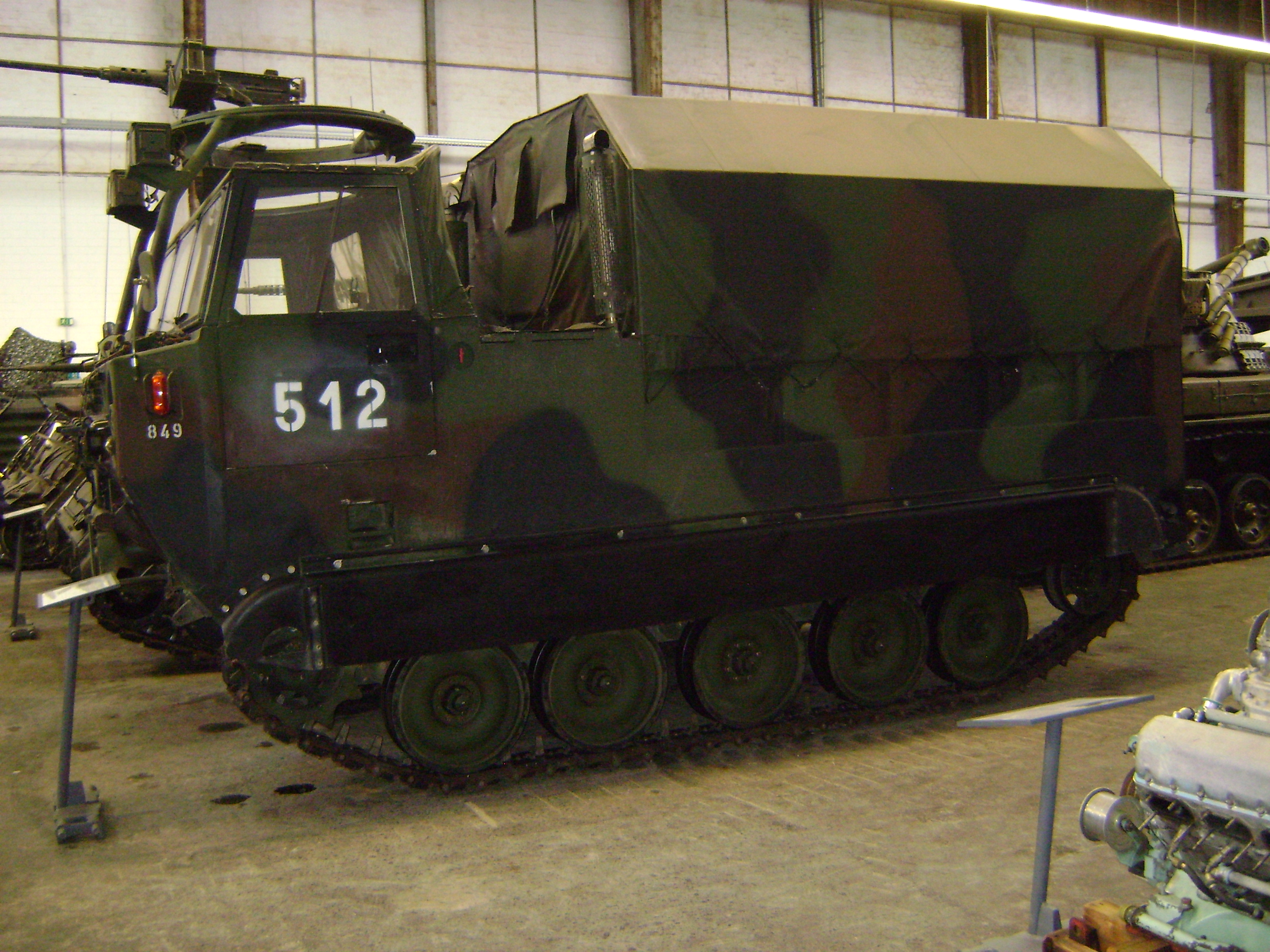
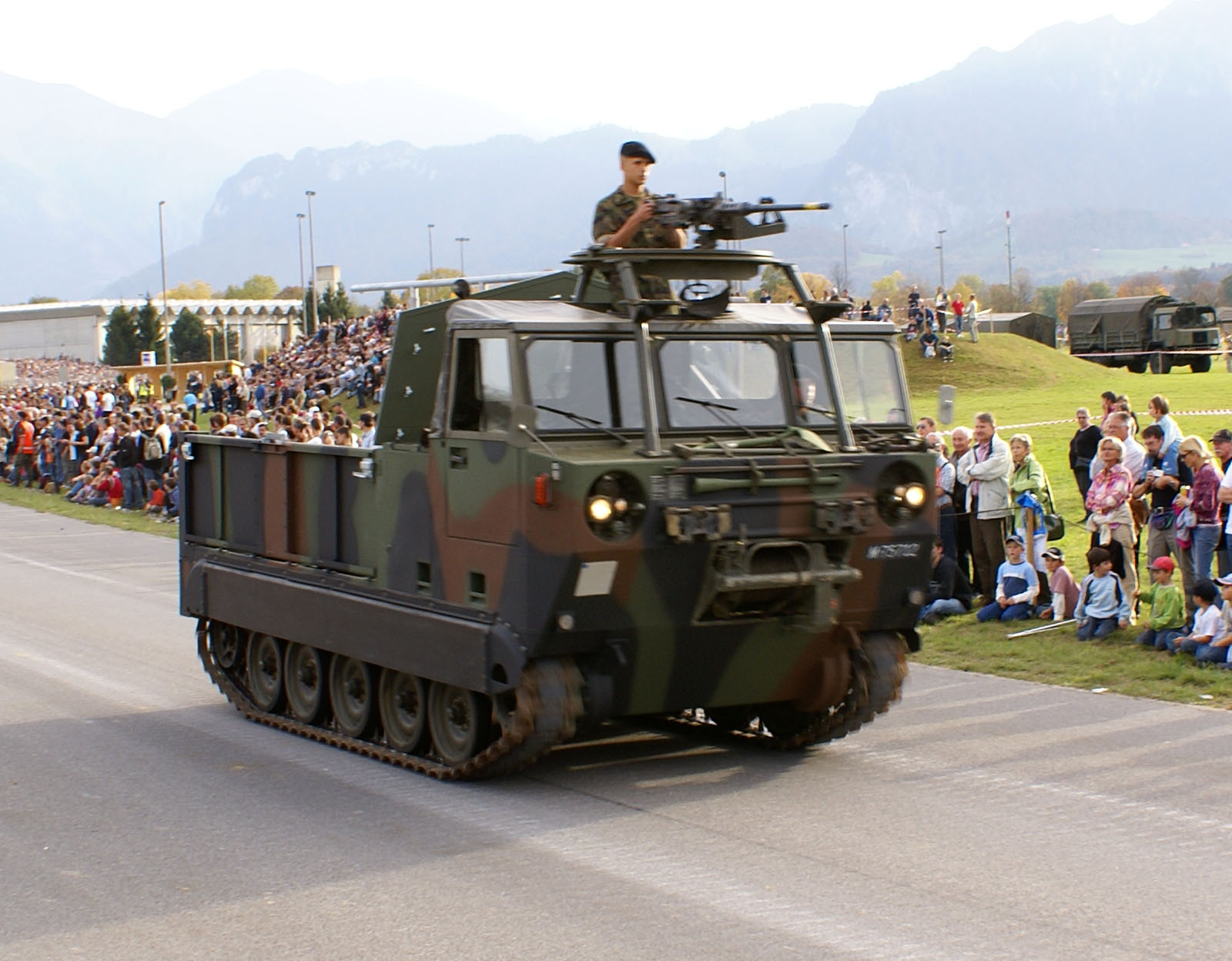
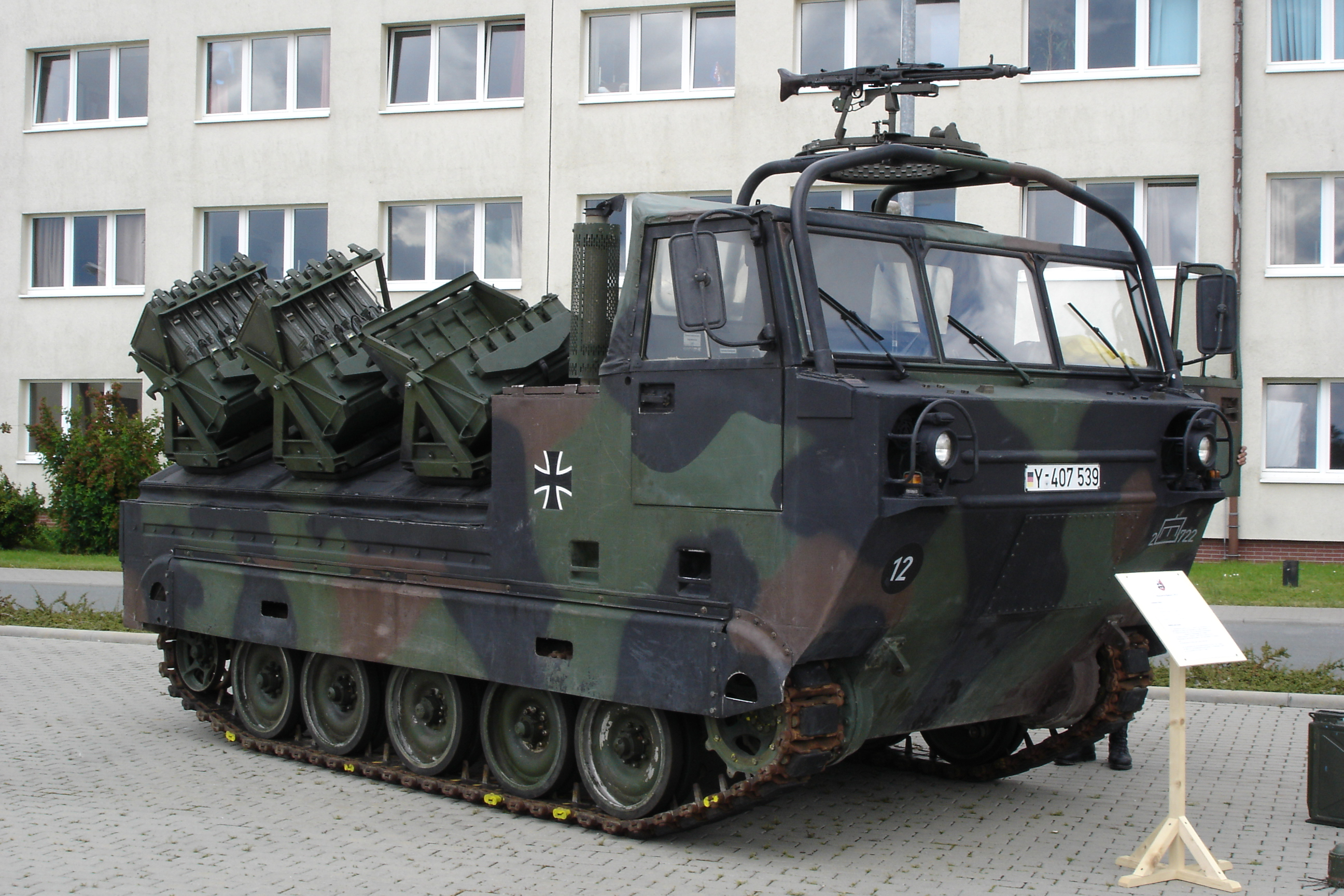
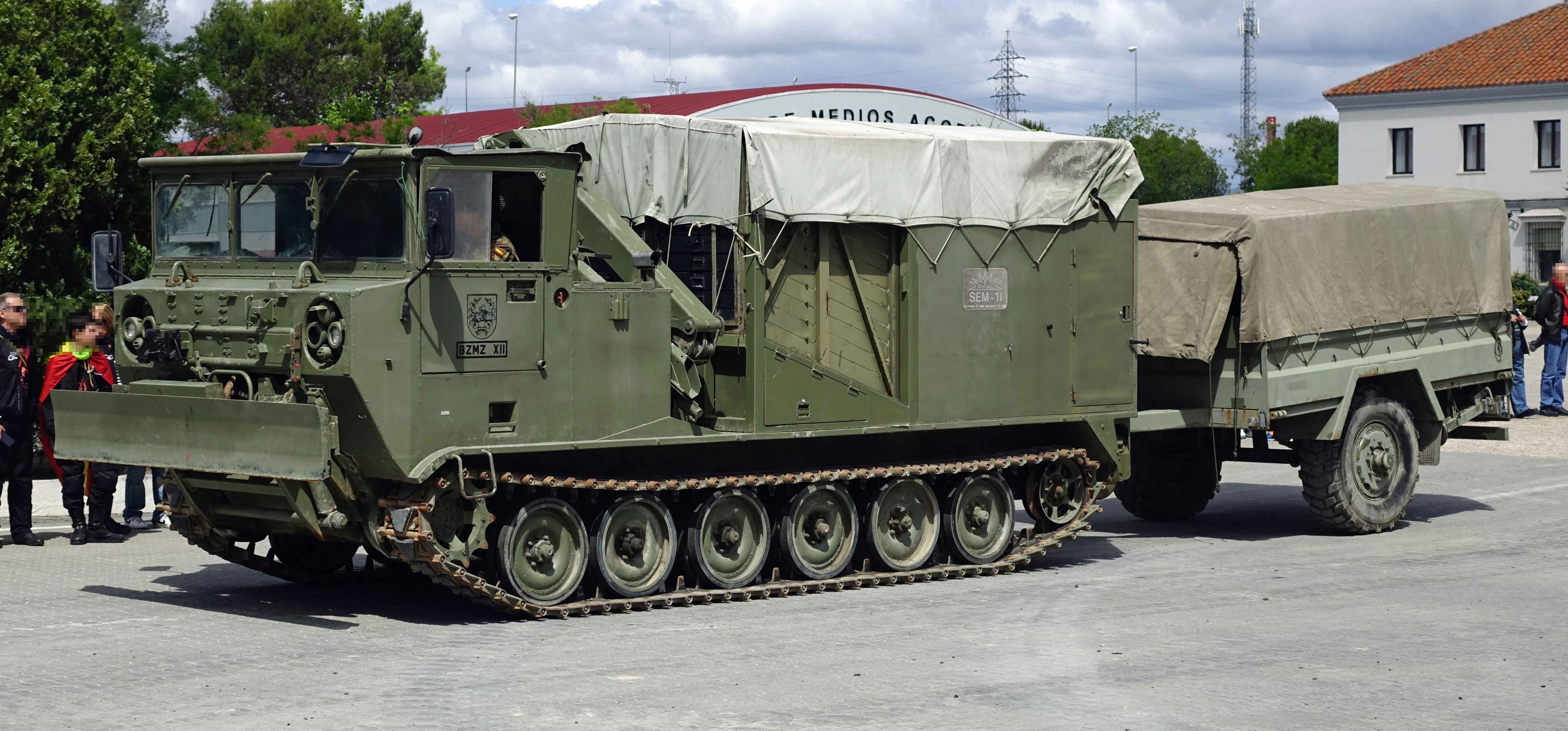

## Descripción
Fabricado en Estados Unidos, fue adoptado por varios ejércitos de todo el mundo. Su chasis es el del M113. Su uso es similar al bandvagn 206 más pequeño y conocido, pero no tiene un remolque con orugas.

## Operadores militares
- España En vehículo logístico y vehículo minero, suficiente para un campo minado. Sin embargo, el suministro de munición al M109 está garantizado por el M992.
- Estados Unidos: Reemplazado por M992 en la década de 1980.
- Israel
- Reino Unido Vehículo antiaéreo Estoque del Ejército Británico.
- Suiza El ejército suizo lo utilizó bajo los nombres vehículo de transporte de orugas (Raupentransportwagen 68) y vehículo de transporte de orugas 88 (Raupentransportwagen 88) [1] además de en versión tractor de artillería, también en versión que transporta equipos y, en particular, cajas de municiones, en particular proyectiles, destinadas a la logística de artillería (obús blindado M109 74, 88 y 88/95 Kawest y los tanques lanzaminas M113 64 y 64/91), particularmente en las montañas. A continuación se equipa con un cabrestante para elevación de mercancías sobre raíles. Suele ser sustituido por camiones pesados cargados con bastidores de proyectiles y luego descargados por un tractor equipado con un equipo de elevación. En 2005, el ejército suizo modificó sus M548 para hacerlos compatibles con los bastidores de camiones, eliminando la grúa. Se convirtieron en "vehículos de transporte de orugas 68/05" ("Raupentransportwagen 68/05"). Los M546 suizos están armados con una ametralladora M2 de 12,7 mm] 1964. El apodo de este vehículo en el ejército suizo es el munschnääg, suizo-alemán para mun(itions) caracol.
- vehículo de transporte de orugas 68: 68 vehículos de la serie 1 recibidos en 1968, en servicio de 1969 a 1980, y otros 160 de la serie 2 de 1977, en servicio desde 1979.
  - vehículo de transporte de orugas 68/05: transformación de 119 vehículos de las series 1 y 2. El torno de elevación de mercancías ha desaparecido y el puente acoge ahora seis armarios de palets descargados con una carretilla elevadora 4x4. En servicio desde 2005.
- vehículo de transporte de orugas 88: 58 vehículos serie 5 recibidos desde 1986, en servicio desde 1990 hasta 2009.

## Vehículos comparables
- Anexo:Materiales del Ejército de Tierra de España

- Datos: Q16948856
- Multimedia: M548 cargo carriers / Q16948856